# American Music Awards 2022
La 50ª edizione degli American Music Award si è tenuta il 20 novembre 2022 nel Microsoft Theater di Los Angeles.
Le candidature sono state annunciate il 13 ottobre 2022.

## Vincitori e candidati

### Artista dell'anno
- Taylor Swift
- Adele
- Bad Bunny
- Beyoncé
- Drake
- Harry Styles
- The Weeknd

### Nuovo artista dell'anno
- Dove Cameron
- Gayle
- Steve Lacy
- Latto
- Måneskin

### Video musicale preferito
- Taylor Swift – All Too Well: The Short Film
- Adele – Easy on Me
- Bad Bunny ft. Chencho Corleone – Me Porto Bonito
- Lil Nas X ft. Jack Harlow – Industry Baby
- Harry Styles – As It Was

### Collaborazione dell'anno
- Elton John e Dua Lipa – Cold Heart (Pnau remix)
- Future ft. Drake e Tems – Wait For U
- Carolina Gaitán, Mauro Castillo, Adassa, Rhenzy Feliz, Diane Guerrero, Stephanie Beatriz e il cast di Encanto – We Don't Talk About Bruno
- The Kid Laroi e Justin Bieber – Stay
- Lil Nas X ft. Jack Harlow – Industry Baby

### Artista in tournée preferito
- Coldplay
- Bad Bunny
- Elton John
- The Rolling Stones
- Ed Sheeran

### Artista pop maschile preferito
- Harry Styles
- Bad Bunny
- Drake
- Ed Sheeran
- The Weeknd

### Artista pop femminile preferita
- Taylor Swift
- Adele
- Beyoncé
- Doja Cat
- Lizzo

### Duo o gruppo pop preferito
- BTS
- Coldplay
- Imagine Dragons
- Måneskin
- OneRepublic

### Album pop preferito
- Taylor Swift – Red (Taylor's Version)
- Adele – 30
- Bad Bunny – Un verano sin ti
- Beyoncé – Renaissance
- Harry Styles – Harry's House
- The Weeknd – Dawn FM

### Canzone pop preferita
- Harry Styles – As It Was
- Adele – Easy on Me
- Carolina Gaitán, Mauro Castillo, Adassa, Rhenzy Feliz, Diane Guerrero, Stephanie Beatriz e il cast di Encanto – We Don't Talk About Bruno
- The Kid Laroi e Justin Bieber – Stay
- Lizzo – About Damn Time

### Artista country maschile preferito
- Morgan Wallen
- Luke Combs
- Walker Hayes
- Cody Johnson
- Chris Stapleton

### Artista country femminile preferita
- Taylor Swift
- Miranda Lambert
- Maren Morris
- Carrie Underwood
- Lainey Wilson

### Duo o gruppo country preferito
- Dan + Shay
- Lady A
- Old Dominion
- Parmalee
- Zac Brown Band

### Album country preferito
- Taylor Swift – Red (Taylor's Version)
- Luke Combs – Growin' Up
- Walker Hayes – Country Stuff: The Album
- Cody Johnson – Human: The Double Album
- Carrie Underwood – Denim & Rhinestones

### Canzone country preferita
- Morgan Wallen – Wasted on You
- Jordan Davis ft. Luke Bryan – Buy Dirt
- Cody Johnson – 'Til You Can't
- Dustin Lynch ft. MacKenzie Porter – Thinking 'Bout You
- Chris Stapleton – You Should Probably Leave

### Artista hip-hop maschile preferito
- Kendrick Lamar
- Drake
- Future
- Lil Baby
- Lil Durk

### Artista hip-hop femminile preferita
- Nicki Minaj
- Cardi B
- GloRilla
- Latto
- Megan Thee Stallion

### Album hip-hop preferito
- Kendrick Lamar – Mr. Morale & the Big Steppers
- Future – I Never Liked You
- Gunna – DS4Ever
- Lil Durk – 7220
- Polo G – Hall of Fame 2.0

### Canzone hip-hop preferita
- Future ft. Drake e Tems – Wait For U
- Jack Harlow – First Class
- Kodak Black – Super Gremlin
- Latto – Big Energy
- Lil Nas X ft Jack Harlow – Industry Baby

### Artista R&B maschile preferito
- Chris Brown
- Brent Faiyaz
- Giveon
- Lucky Daye
- The Weeknd

### Artista R&B femminile preferita
- Beyoncé
- Doja Cat
- Muni Long
- SZA
- Summer Walker

### Album R&B preferito
- Beyoncé – Renaissance
- Drake – Honestly, Nevermind
- Silk Sonic (Bruno Mars e Anderson Paak) – An Evening with Silk Sonic
- Summer Walker – Still Over It
- The Weeknd – Dawn FM

### Canzone R&B preferita
- Wizkid ft. Tems – Essence
- Beyoncé – Break My Soul
- Muni Long – Hrs And Hrs
- Silk Sonic (Bruno Mars e Anderson .Paak) – Smokin out the Window
- SZA – I Hate U

### Artista latino maschile preferito
- Bad Bunny
- Farruko
- J Balvin
- Jhayco
- Rauw Alejandro

### Artista latina femminile preferita
- Anitta
- Becky G
- Kali Uchis
- Karol G
- Rosalía

### Duo o gruppo latino preferito
- Yahritza y Su Esencia
- Banda MS de Sergio Lizárraga
- Calibre 50
- Eslabón Armado
- Grupo Firme

### Canzone latina preferita
- Sebastián Yatra – Dos Oruguitas
- Bad Bunny ft. Chencho Corleone – Me Porto Bonito
- Becky G x Karol G – Mamiii
- Karol G – Provenza
- Rauw Alejandro – Todo de Ti

### Album latino preferito
- Bad Bunny – Un verano sin ti
- Farruko – La 167
- J Balvin – Jose
- Rauw Alejandro – Vice Versa
- Rosalía – Motomami

### Artista rock preferito
- Machine Gun Kelly
- Imagine Dragons
- The Lumineers
- Måneskin
- Red Hot Chili Peppers

### Canzone rock preferita
- Måneskin – Beggin'[6]
- Kate Bush – Running Up That Hill (A Deal with God)
- Foo Fighters – Love Dies Young
- Imagine Dragons e J.I.D – Enemy
- Red Hot Chili Peppers – Black Summer

### Album rock preferito
- Ghost – Impera
- Coldplay – Music of the Spheres
- Imagine Dragons – Mercury - Act I
- Machine Gun Kelly – Mainstream Sellout
- Red Hot Chili Peppers – Unlimited Love

### Artista ispiratore preferito
- For King & Country
- Katy Nichole
- Matthew West
- Phil Wickham
- Anne Wilson

### Artista dance/elettronica preferito
- Marshmello
- The Chainsmokers
- Diplo
- Swedish House Mafia
- Tiësto

### Artista gospel preferito
- Tamela Mann
- DOE
- Maverick City Music
- E. Dewey Smith
- CeCe Winans

### Colonna sonora preferita
- Elvis
- Encanto
- Sing 2 - Sempre più forte
- Stranger Things (quarta stagione)
- Top Gun: Maverick

### Artista afrobeats preferito
- Wizkid
- Burna Boy
- CKay
- Fireboy DML
- Tems

### Artista K-pop preferito
- BTS
- Blackpink
- Seventeen
- Tomorrow X Together
- Twice